# アミュントール
アミュントール（古希: Ἀμύντωρ, Amyntōr）は、ギリシア神話の人物である。長母音を省略してアミュントルとも表記される。テッサリアー地方のオルメニオンの王オルメノスの子で、エウアイモーンと兄弟。ポイニクス、アステュダメイアの父。

## 神話
ホメーロスの叙事詩『イーリアス』によると、アミュントールには美しい妾がいて、妾ばかりを愛していたので、アミュントールの妻は息子のポイニクスに、妾を誘惑するよう懇願した。ポイニクスがしぶしぶ母の言葉に従うと、アミュントールはすぐに妾とポイニクスの関係を疑い、のみならずエリーニュスの名を呼んでポイニクスを呪った。このためポイニクスはアミュントールを殺そうとしたが周囲の人間に止められ、故国を逃れてペーレウスのもとに身を寄せた。
アポロドーロスによると、アミュントールの妾の名はプティーアーで、この妾がアミュントールにポイニクスによって穢されたと讒言したため、アミュントールはポイニクスを盲目にし、ポイニクスはペーレウスにケイローンのところに連れて行かれ、癒されたという。
後にアミュントールはヘーラクレースがオルメニオンを通過するのを武力で遮ったために殺された。ヘーラクレースはアミュントールの娘アステュダメイアとの間にクテーシッポスをもうけたという。

## その他の人物
- エジプト王アイギュプトスの50人の子の1人。ダナオスの娘デーモディタースと結婚して殺された[9]。